# Saint-Vincent-Lespinasse
Saint-Vincent-Lespinasse is een gemeente in het Franse departement Tarn-et-Garonne (regio Occitanie) en telt 217 inwoners (2004). De plaats maakt deel uit van het arrondissement Castelsarrasin.

## Geografie
De oppervlakte van Saint-Vincent-Lespinasse bedraagt 9,5 km², de bevolkingsdichtheid is 22,8 inwoners per km².
De onderstaande kaart toont de ligging van Saint-Vincent-Lespinasse met de belangrijkste infrastructuur en aangrenzende gemeenten.

## Demografie
Onderstaande figuur toont het verloop van het inwonertal (bron: INSEE-tellingen).

1. ↑  Populations de référence 2022.